# Santosh Ram
Santosh Ram jest indyjskim reżyserem, scenarzystą i producentem filmowym. Jest powszechnie znany ze swoich filmów krótkometrażowych Vartul (2009), Galli (2015) i Prashna (2020), które były nagradzane i wyświetlane na różnych festiwalach filmowych na całym świecie. Jego debiutancki film krótkometrażowy Vartul, który był wyświetlany na ponad 56 festiwalach filmowych, zdobywając trzynaście nagród. Prashna (Question) 2020 znalazł się na krótkiej liście Filmfare Short Film Awards 2020. Santosh Ram zdobył nagrodę Iris za wyróżnienie specjalne (pisanie) za Prashna na UNICEF  Innocenti Film Festival 2021 we Florencji we Florencji we Włoszech ..

## Wczesne życie i pochodzenie
Ram urodził się w Dongershelki, dystrykt  Latur, Maharasztra. Dorastał w rodzinie z klasy średniej w Udgir, Maharashtra, Indie. Wpływ na Ram miało dzieciństwo spędzone w regionie Marathwada.

## Kariera
Santosh rozpoczął swoją karierę filmową od pisania i reżyserowania filmów krótkometrażowych w 2009 roku. Jego debiutancki film krótkometrażowy w języku marathi Vartul nakręcił na taśmie 35 mm. Vartul (2009) był pokazywany na ponad 56 krajowych i międzynarodowych festiwalach filmowych, w tym 11th Osian's Cinefan Film Festival2009, New Delhi, 3rd International Documentary and Short Film Festival Of Kerala, 2010, Indie, Third Eye 8th Asian Film Festival 2009, Mumbai i 17th Toronto Reel Asian International Film Festival 2013 (Kanada), zdobywając trzynaście nagród. Jego drugi film krótkometrażowy Galli (2015) był pokazywany na 13 krajowych i międzynarodowych festiwalach filmowych. Jego najnowszy film Prashna (2020) znalazł się na krótkiej liście Filmfare Short Film Awards 2020 i został oficjalnie wybrany na 36 festiwali filmowych na całym świecie, zdobywając siedemnaście nagród.

## Filmografia
| Rok  | Film                                 | Język          | Dyrektor | Pisarz | Producent | Notatki                                                                                    |
| ---- | ------------------------------------ | -------------- | -------- | ------ | --------- | ------------------------------------------------------------------------------------------ |
| 2009 | Vartul                               | marathi        | Tak      | Tak    | Nie       | Oficjalna selekcja na pięćdziesięciu trzech festiwalach filmowych Zdobycie 14 nagród       |
| 2015 | Galli                                | marathi        | Tak      | Tak    | Tak       | Oficjalna selekcja na trzynastu festiwalach filmowych                                      |
| 2020 | Prashna                              | marathi        | Tak      | Tak    | Nie       | Oficjalna selekcja na trzydziestu czterech festiwalach filmowych Zdobycie szesnastu nagród |
| 2024 | The Story of Yuvraja and Shahajahana | Marathi, hindi | Tak      | Tak    | Tak       | Krótki film                                                                                |
| 2026 | China Mobile                         | Marathi        | Tak      | Tak    | Tak       | Film fabularny                                                                             |

## Nagrody i uznanie
Vartul 2009
- Najlepszy film – 4. Międzynarodowy Festiwal Filmów Krótkometrażowych w Indiach 2010, Chennai.
- Najlepszy Film – 2. Międzynarodowy Festiwal Filmowy w Nagpur 2011
- Najlepszy Reżyser – Festiwal Filmów Krótkometrażowych w Pune 2011, Pune
- Najlepszy film – 6. Festiwal Filmowy Goa Marathi 2013, Goa
- Najlepszy film dla dzieci – Festiwal Filmów Krótkometrażowych Malabar 2013
- Nagroda Uznania za Doskonałość w Twórczości Filmowej – Międzynarodowy Festiwal Filmowy Kanyakumari 2013, Kanyakumari
- Wyróżnienie Specjalne Jury - Międzynarodowy Festiwal Filmowy Navi Mumbai[14] 2014, Navi Mumbai
- Najlepszy Film – Festiwal Filmów Krótkometrażowych Barshi 2014
- Najlepszy film – 1. Festiwal Filmów Krótkometrażowych w Maharasztrze 2014
- Nominacja – Mahrashtra Times Awards 2010

Prashna  2020
- Wyróżnienie specjalne Iris Award (scenariusz) na Festiwalu Filmowym UNICEF Innocenti 2021 we Florencji, Włochy .[15]
- Nominacja - Najlepszy film krótkometrażowy - Nagrody Filmfare 2020[16]
- Najlepszy film krótkometrażowy – 3. Międzynarodowy Festiwal Filmów Vintage[17], 2020
- Najlepszy film krótkometrażowy – 4. Międzynarodowy Festiwal Filmowy im. Anny Bhau Sathe, 2021
- Najlepszy krótkometrażowy film społecznościowy – Międzynarodowy Festiwal Filmowy Bettiah, 2020
- Wyróżnienie specjalne dla najlepszego filmu krótkometrażowego – Międzynarodowy Festiwal Filmów Krótkometrażowych Sprouting Seed, 2020
- Najlepszy reżyser – 4. Międzynarodowy Festiwal Filmowy im. Anny Bhau Sathe, 2021
- Najlepszy scenariusz – 4. Międzynarodowy Festiwal Filmowy im. Anny Bhau Sathe, 2021
- Wyróżnienie specjalne dla najlepszego krótkometrażowego filmu fabularnego – 14. Festiwal Filmów Krótkometrażowych i Dokumentalnych SiGNS[18], 2021
- Najlepszy film krótkometrażowy – 6. Międzynarodowy Festiwal Filmów Krótkometrażowych w Bengalu[19], 2021
- Nagroda Specjalna Jury – 9. Festiwal Filmów Dokumentalnych i Krótkometrażowych Smita Patil, Pune.
- Najlepsza historia – Festiwal Filmów Krótkometrażowych Ma Ta 2022. , Bombaj
- Dyplom międzynarodowego konkursu krótkometrażowych filmów fabularnych „Za rozwój edukacji na obszarach oddalonych”[20].